# Parma bicolor
Parma bicolor là một loài cá biển thuộc chi Parma trong họ Cá thia. Loài này được mô tả lần đầu tiên vào năm 1979.

## Từ nguyên
Tính từ định danh trong tiếng Latinh có nghĩa là "có hai màu", hàm ý đề cập đến hai màu nâu và vàng trên cơ thể loài cá này.

## Phạm vi phân bố và môi trường sống
P. bicolor là một loài đặc hữu của Úc và chỉ được tìm thấy ở vùng biển phía tây nam nước này, từ quần đảo Recherche ngược lên phía bắc đến đảo Rottnest. Chúng sống tập trung gần những rạn đá ngầm ở độ sâu khoảng từ 5 đến 40 m.

## Mô tả
Chiều dài tối đa được ghi nhận ở P. bicolor là 14 cm. Đầu và phần thân trước (phía trên vây ngực đến các tia gai của vây lưng) có màu nâu hoặc xám xanh lam, phần thân còn lại có màu vàng tươi. Vây lưng, vây bụng và vây hậu môn có viền màu xanh óng.
Số gai ở vây lưng: 14; Số tia vây ở vây lưng: 15–16; Số gai ở vây hậu môn: 2; Số tia vây ở vây hậu môn: 15–16; Số gai ở vây bụng: 1; Số tia vây ở vây bụng: 5.

## Sinh thái học
Thức ăn chủ yếu của P. bicolor là tảo. Cá đực có tập tính bảo vệ và chăm sóc trứng; trứng bám vào nền tổ.